# 中村西
中村西（なかむらにし）とは、宮崎県宮崎市内の地名。大淀地域自治区に属している。中村西1丁目～3丁目が置かれている。住居表示実施地域。郵便番号は880-0905

## 地理
宮崎市の大淀地域自治区に属する。宮崎市南部のメイン道路である国道220号（中村通り）を境に中村東・中村西に分かれている。北・西を淀川、西を天満、南を南町と接する。

## 歴史
- 1927年 - 中村町1丁目～4丁目（住居表示前）が設置される。
- 1972年 - 中村町1丁目～4丁目・淀川町1丁目～3丁目・南町1丁目～3丁目をもって「中村西1丁目～3丁目」が成立。

## 世帯数と人口
2023年（令和5年）5月1日現在の世帯数と人口は以下の通りである。
| 町丁        | 世帯数  | 人口  |
| ----------- | ------- | ----- |
| 中村西1丁目 | 237世帯 | 406人 |
| 中村西2丁目 | 350世帯 | 564人 |
| 中村西3丁目 | 177世帯 | 267人 |

## 小・中学校の学区
市立小・中学校に通う場合、学区は以下の通りとなる。
| 町名                      | 小学校             | 中学校             |
| ------------------------- | ------------------ | ------------------ |
| 中村西(3丁目の一部を除く) | 宮崎市立大淀小学校 | 宮崎市立大淀中学校 |
| 中村西3丁目の一部         | 宮崎市立恒久小学校 | 宮崎市立大淀中学校 |

## 交通

### バス
宮交グループの運営するバスが営業している。

### 道路
- 国道220号
- 宮崎県道9号宮崎西環状線
- 宮崎県道17号南俣宮崎線

## 施設
- 宮崎南警察署中村通交番